# Dubbeldekker

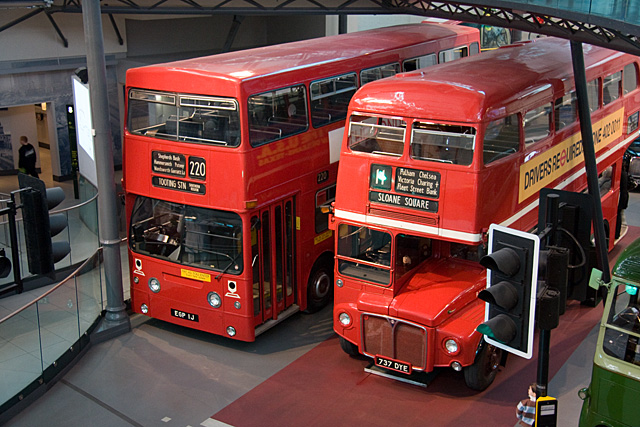
Dubbeldeksbussen in het London Transport Museum

Een dubbeldekker is een benaming voor een voorwerp of structuur met twee verdiepingen of lagen.
Vaak wordt ermee gerefereerd aan vervoermiddelen die twee verdiepingen bezitten, zoals de dubbeldeksbus, met name de bekende rode bussen in de Britse hoofdstad Londen, de Routemaster. Andere bekende vervoermiddelen met twee verdiepingen zijn dubbeldekstrams zoals in Hongkong, dubbeldekstreinen (zoals DDM, DD-AR en Regiorunner), dubbeldeksvliegtuigen (zoals de Airbus A380 en de Boeing 747) en dubbeldeksmetro's. Verwarrend is dat de benaming dubbeldekker ook gebruikt wordt voor een vliegtuig met twee boven elkaar geplaatste vleugels.
Voorts wordt bijvoorbeeld voedsel in verband gebracht met de term, zoals een clubsandwich, die bestaat uit twee lagen van vlees en specerijen, omringd door drie stukken geroosterd brood, of een Double Decker-chocoladereep. Ook structuren, zoals de San Francisco-Oakland Bay Bridge, die bestaat uit twee onder elkaar liggende wegen, worden dubbeldekkers genoemd.

## Voorbeelden

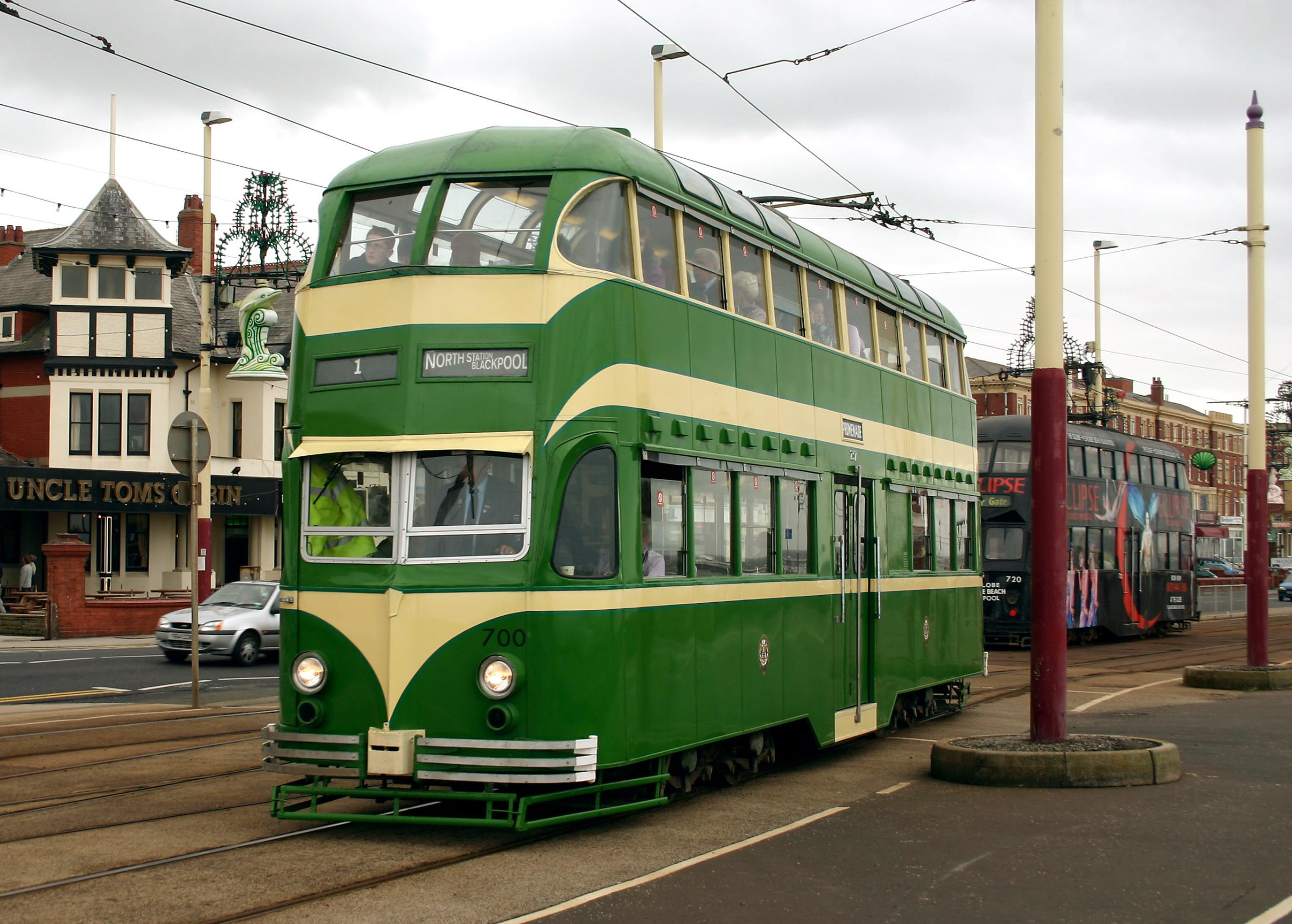
Dubbeldekstram
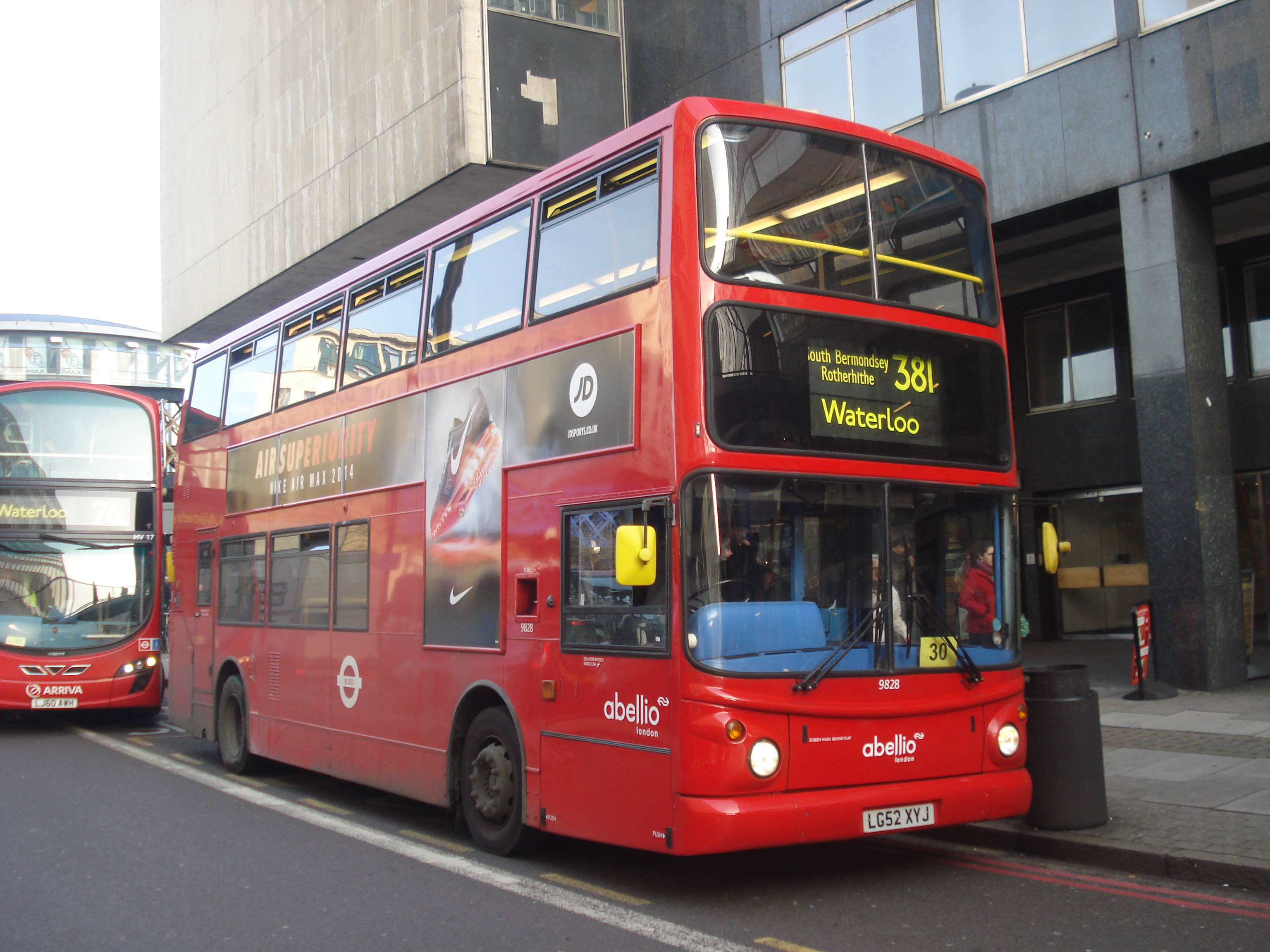
Dubbeldeksbus
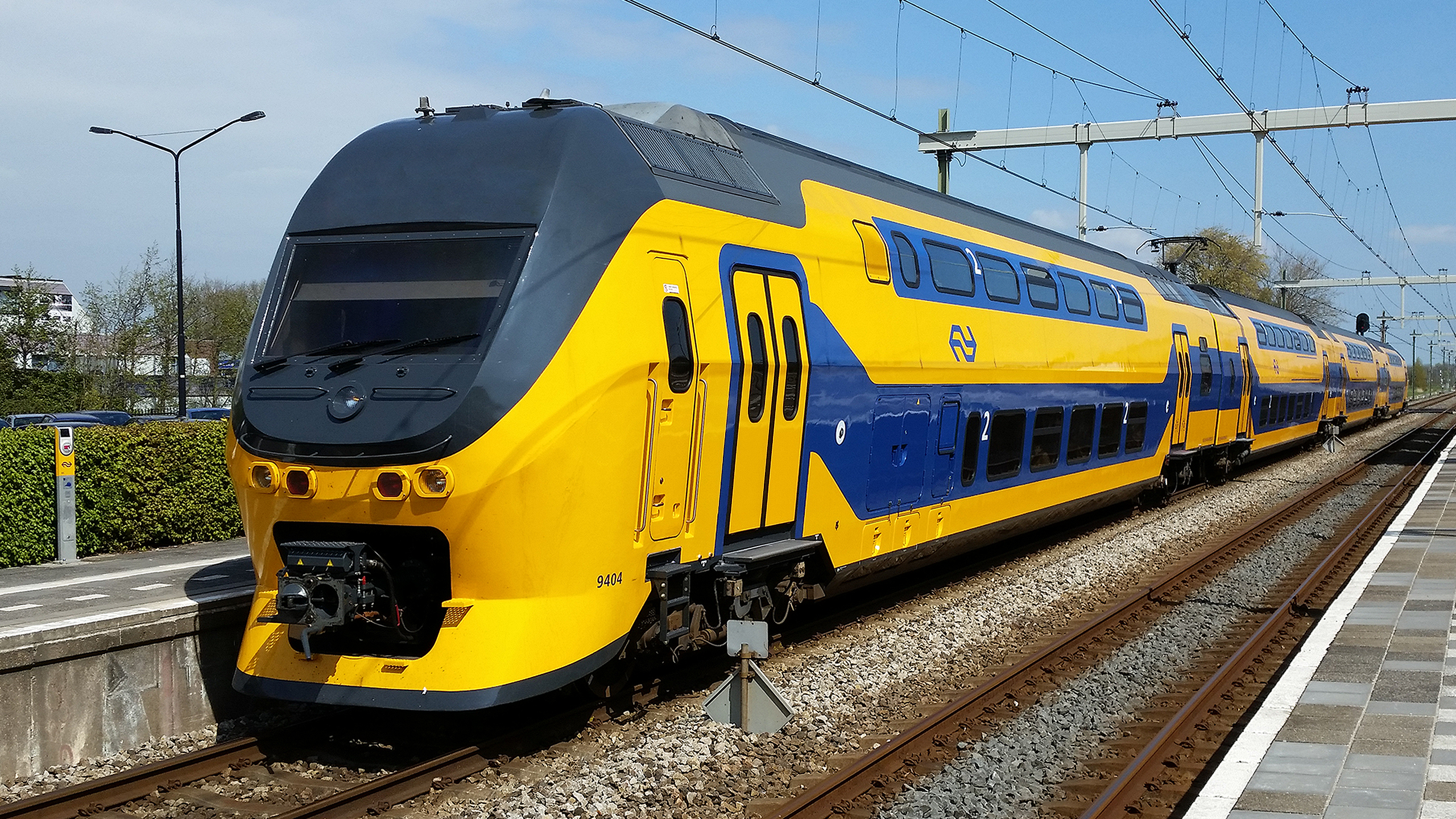
Dubbeldekstrein
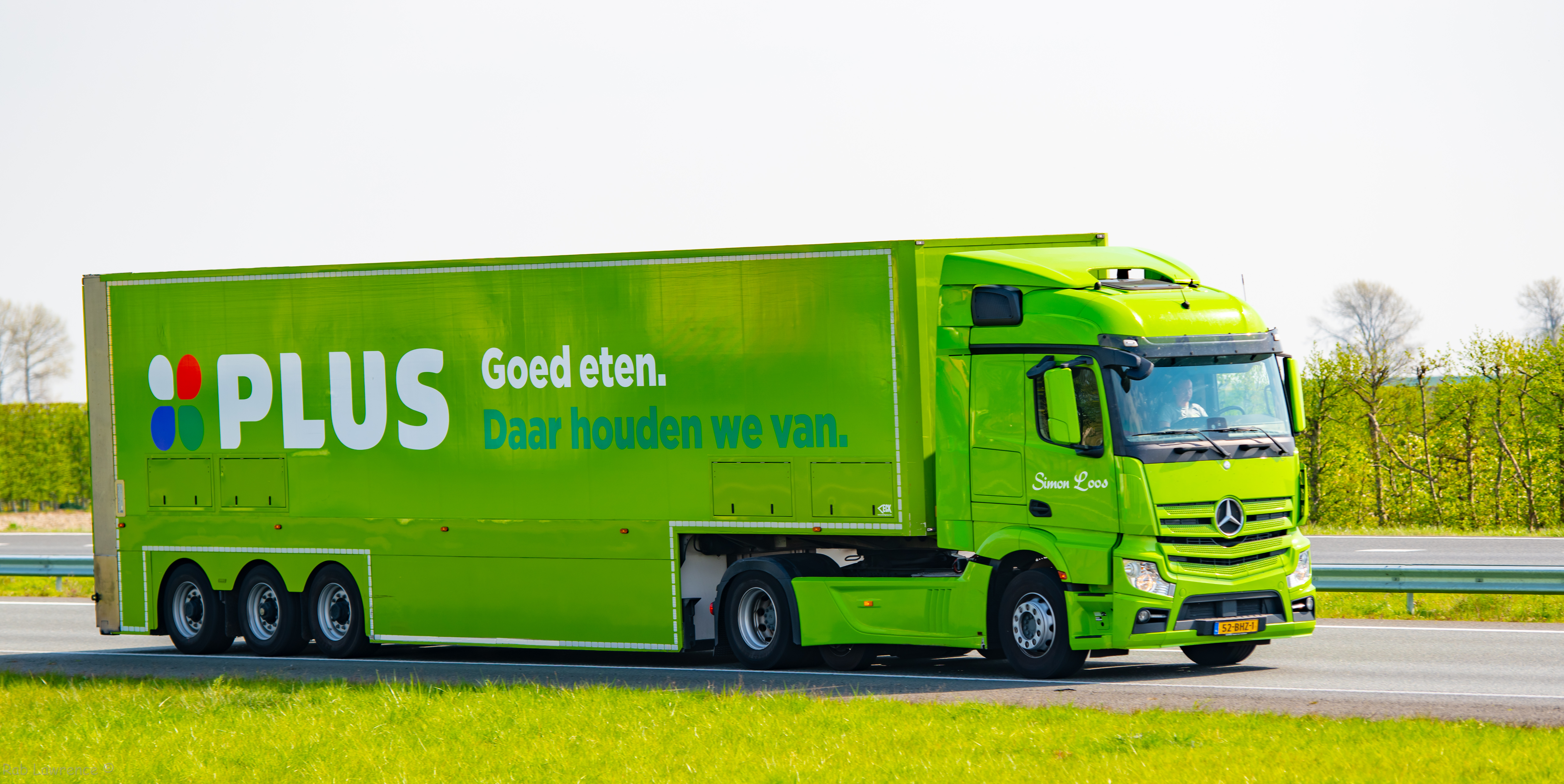
Dubbeldekstrailer